# Árneshreppur

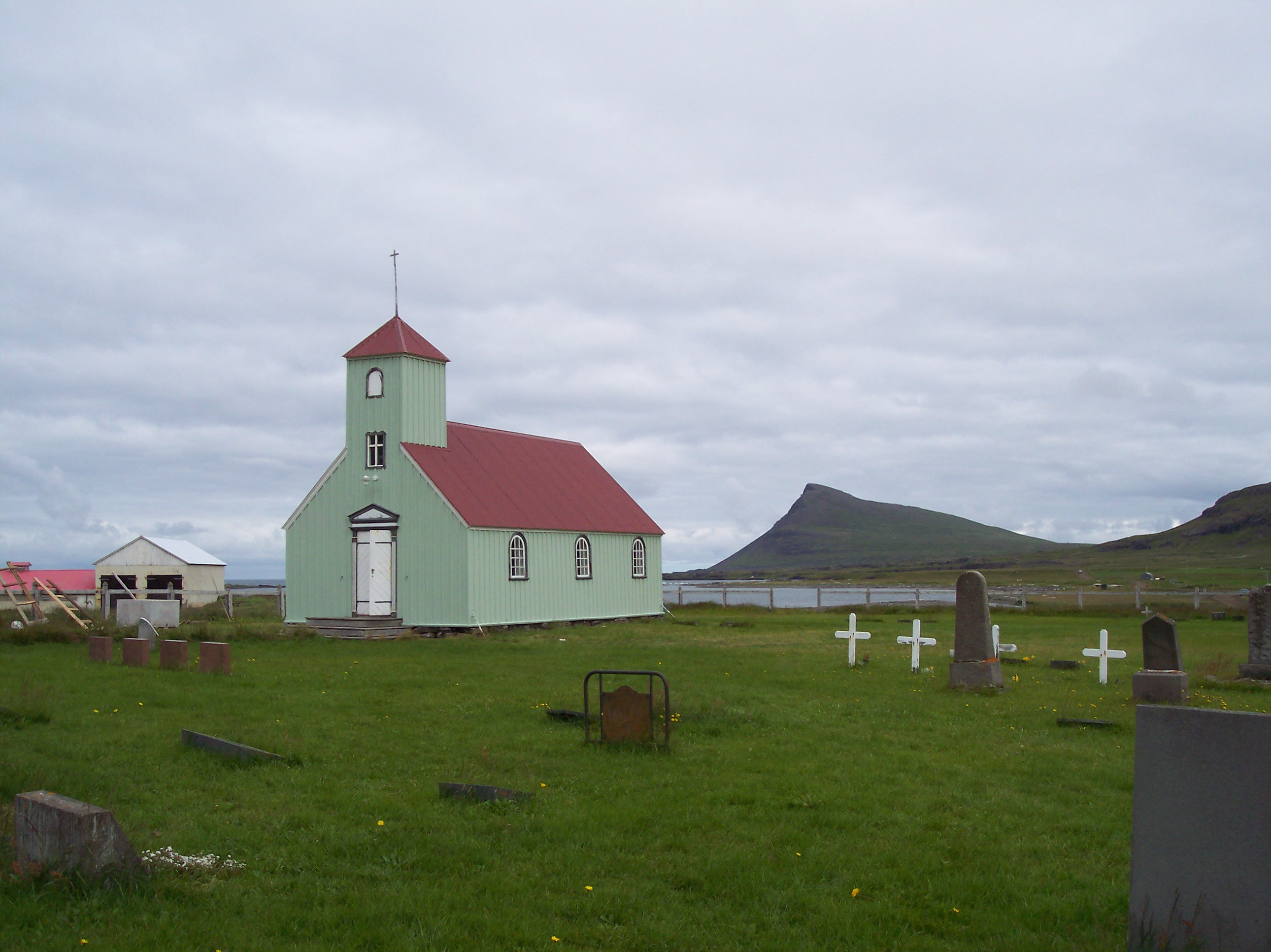
Árneskirkja

Die Landgemeinde Árnes (isl. Árneshreppur) ist eine isländische Gemeinde in der Region Vestfirðir im Nordwesten Islands.
Am 1. Januar 2023 hatte die Gemeinde 47 Einwohner. Damit ist sie nach Einwohnern die kleinste Gemeinde Islands.

## Orte

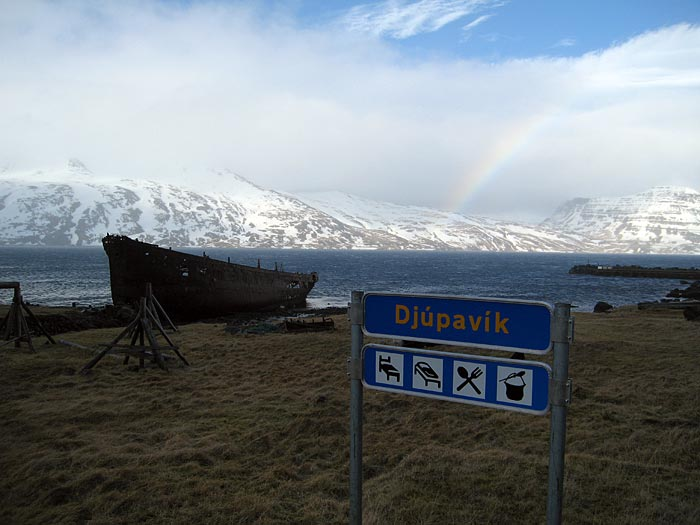
Blick auf die Bucht Djúpavík am Reykjarfjörður

Der mittlerweile nicht mehr ganzjährig bewohnte Ort Gjögur am Reykjarfjörður war im 19. Jahrhundert ein bedeutender Fischereihafen. Heute befindet sich dort der Flugplatz Gjögur, welcher regulär zweimal pro Woche von Reykjavík aus durch Norlandair angeflogen wird.
In Djúpavík, wo zwischen 1935 und 1954 eine bedeutende Heringsfabrik betrieben wurde, befindet sich heute ein privat betriebenes Hotel. Die Gebäude der ehemaligen Heringsfabrik werden durch die Hoteleigentümer unterhalten, welche auch Führungen durch die Fabrik anbieten. Sie werden inzwischen als Ortsmuseum und für jährlich wechselnde Kunstausstellungen genutzt.
Weitere Orte sind der namensgebende Ort Árnes, wo sich die Kirche und ein Gemeinschaftszentrum befinden, Finnbogastaðir mit der ehemaligen Grundschule, Norðurfjörður am gleichnamigen Fjord sowie der ehemalige Bauernhof Krossnes, auf dessen Gebiet sich das Freibad Krossneslaug befindet. In Norðurfjörður sind das Büro des Gemeindevorstehers, eine Tankstelle, ein kleiner Laden und ein Restaurant (Kaffi Norðurfjörður) sowie der lokale Fischereihafen mit Kühlhaus zu finden.
In Ingólfsfjörður befindet sich eine weitere verlassene Heringsfabrik, die jedoch um einiges kleiner ist als die in Djúpavík und nicht für Besucher frei ist. Die Jeep-Piste endet kurz nach dem Hof Ófeigsfjörður am gleichnamigen Fjord, der nur noch während des Sommers bewohnt ist. In Ófeigsfjörður und Norðurfjörður gibt es Zeltplätze. 
Im Norden wird die Gegend unwirtlich, aber malerisch, vor allem bei dem schroffen Gebirgsvorsprung Drangaskarð oberhalb des Weilers Drangar. Hier siedelte einst Þórvaldur Ásvaldsson, der Vater Eriks des Roten, des „Entdeckers“ von Grönland.
Von der Fläche her zählt die Kirchengemeinde zu den größten des Landes. Die Holzkirche Árneskirkja, das älteste Gebäude der Gemeinde, wurde 1850 eingeweiht und 1990–1992 renoviert. In ihr sind ein von Carl Fries 1859 gestaltetes Retabel und ein Kelch von 1786 besonders beachtenswert. Von 1886 bis 1891 wurden verschiedene bauliche Veränderungen vorgenommen, u. a. wurde der Dachreiter nachträglich angefügt. Die alte Árneskirkja misst 9,20 m in der Länge und 4,98 m in der Breite, und seit 1990 steht sie unter Denkmalschutz. Die neue, moderne Árneskirkja wurde am 1. September 1991 eingeweiht.

## Einwohnerentwicklung
Der Bevölkerungsrückgang zwischen 1997 und 2005 betrug 32 %.
| Datum            | Einwohner |
| ---------------- | --------- |
| 1. Dezember 1997 | 74        |
| 1. Dezember 2003 | 56        |
| 1. Dezember 2004 | 57        |
| 1. Dezember 2005 | 50        |
| 1. Dezember 2006 | 50        |
| 1. Januar 2014   | 53        |

## Trivia
Árneshreppur ist die einzige Gemeinde in Island, die nicht ganzjährig über die Straße erreichbar ist: Der Winterdienst auf der Straße nach Holmavík wird nach Weihnachten eingestellt. Diese Straße ist bis auf einzelne kurze Abschnitte nicht asphaltiert und je nach Schneefall etwa drei Monate im Jahr nicht passierbar.
Die Heringsfabrik in Djúpavík und der Reykjarfjörður dienten als Kulisse für einige Szenen im Film Justice League, die lokale Bevölkerung ist im Film als Statisten neben Batman (Ben Affleck) und Aquaman (Jason Momoa) zu sehen.